# Piekło Arktyki
Piekło Arktyki – powieść wydana w 2007 roku przez Jamesa Cobba na podstawie notatek słynnego powieściopisarza literatury sensacyjnej, Roberta Ludluma.

## Fabuła
Międzyuniwersytecka grupa badawcza przebywająca na Wyspie Środowej położonej w rejonie Arktyki, znajduje przypadkowo wrak rozbitego samolotu. Sprawa trafia do mediów i zaczyna budzić zainteresowanie na świecie. Rosyjski politycy informują amerykańskiego prezydenta, Samuela Castillę, iż jest to ich samolot, który w latach pięćdziesiątych rozbił się nad Arktyką, przewożąc dwutonowy ładunek śmiercionośnego wąglika. Teraz, gdy sprawa została nagłośniona, organizacje przestępcze mogą chcieć przywłaszczyć sobie broń, o ile wciąż znajduje się ona na pokładzie wraku. Nie mogąc do tego dopuścić, oba państwa decydują się wysłać na Wyspę Środkową ekipę specjalistyczną. Teoretycznie w jej skład mają wejść wojskowi lekarze i historycy, jednak oba narody nie ufają sobie i postanawiają wysłać na wyspę swoich najlepszych agentów. W skład ekspedycji wchodzą:
- Jon Smith – żołnierz i lekarz wojskowy, jeden z najlepszych agentów wywiadowczych USA podległy grupie zwanej "Tajną Jedynką".
- Randi Russel – lingwistka, agentka CIA działająca ostatnio na terenie Chin.
- Valentina Metrace – profesor historii specjalizująca się w dziedzinie zbrojeń, agentka "Tajnej Jedynki".
- Grigorij Smysłow – rosyjski agent wojskowy dołączony do amerykańskiej ekspedycji. Jego towarzysze nie wiedzą jednak, iż Smysłow dostał dodatkowe zadanie od swoich przełożonych – zniszczyć obecne na wyspie dowody tajemniczej akcji "Piąty Marca" oraz zlikwidować każdego, komu uda się do nich wcześniej dotrzeć.

Jeszcze przed dotarciem na wyspę agentów okazuje się, że bałkańska grupa przestępcza specjalizująca się w handlu bronią pod przewodnictwem Antona Kretka dowiedziała się o ładunku wąglika na wyspie i postanowiła go zdobyć. Zdrajca przebywający na wyspie morduje wszystkich członków uniwersyteckiej ekipy badawczej jeszcze przed przybyciem ludzi Smitha by im to umożliwić. Jonowi, Randi i Valentinie na mroźnej wyspie przyjdzie się zmierzyć nie tylko z zabójczymi warunkami klimatycznymi i czającym się na wyspie mordercą, ale także z dwoma bezwzględnymi grupami – ludźmi Kretka, którzy nie zawahają się przed niczym by osiągnąć cel oraz wspierającymi Smysłowa z ukrycia Rosjanami z grupy Specnaz gotowymi zbrojnie zareagować natychmiast gdy Amerykanie odkryją zbyt wiele.